# キムチチゲ

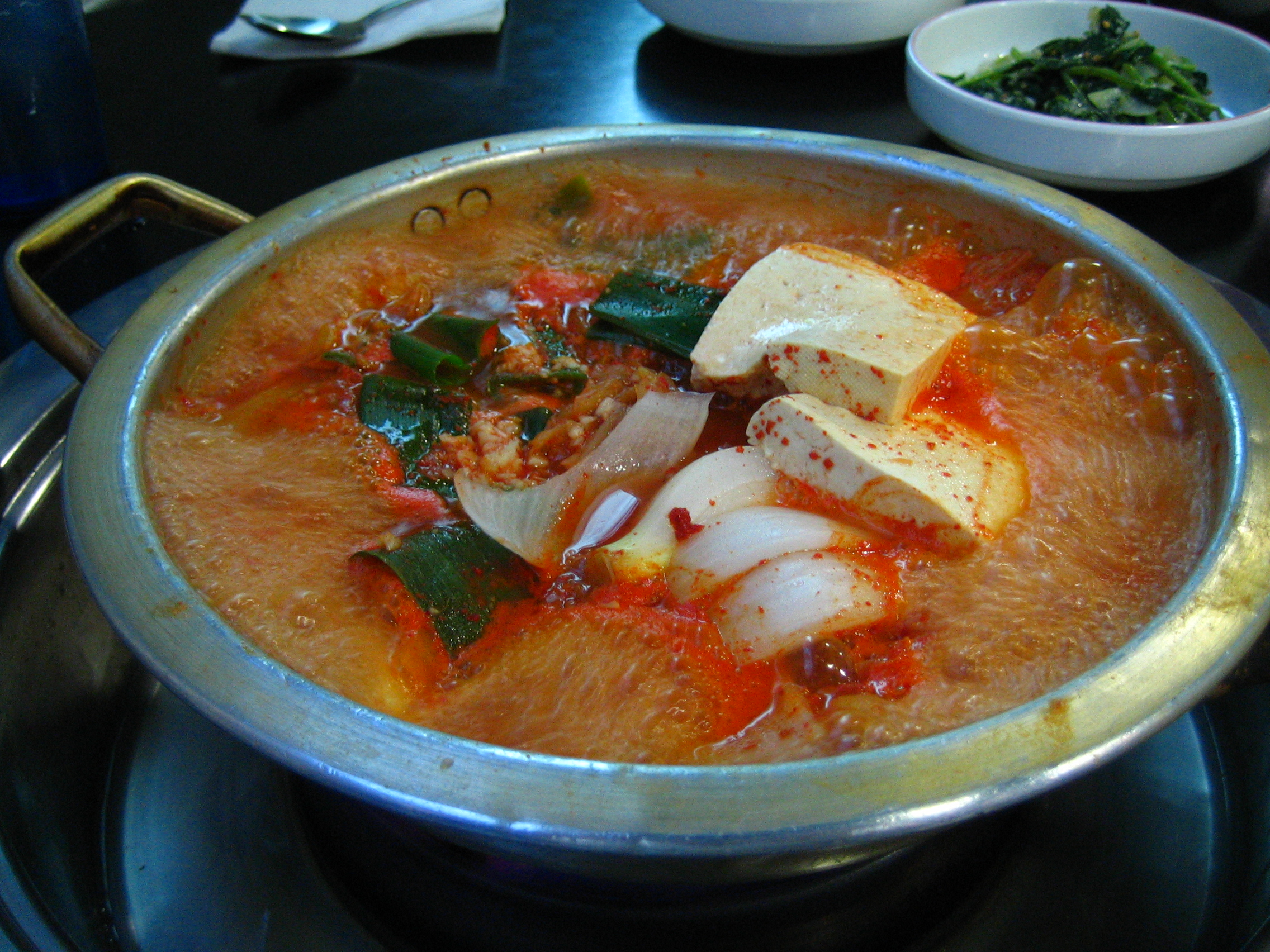
キムチチゲ

キムチチゲは、朝鮮半島で広く食べられている辛口の鍋料理である。白菜キムチを中心に、肉類または魚介類、野菜、豆腐などの具が使われる。

## 作り方
キムチと肉類を炒め、そこに肉などでとっただし汁を注ぐ。塩・醤油・おろしニンニク・唐辛子粉などで味を調え、ネギ・白菜などの野菜や豆腐といった具を加えて煮る。非常に一般的な料理で、店や家庭によって調理法や具材は多彩である。
使用するキムチは醗酵が進んで酸味が強くなったものでないと、特有の味が出ないとされている。イノシン酸を多く含む炒り子や塩辛などと一緒に炒めると、キムチの成分と反応してよりうまみが出る。肉はコクのある豚ばら肉などを使うことが多い。肉以外では缶詰のツナ（朝鮮語で「チャムチ（참치）」）がよく使われ、チャムチキムチチゲ（참치김치찌개）、あるいは単にチャムチチゲなどと呼ばれる。

## 供し方
一般に、ご飯のおかずとして、他のパンチャン（반찬 / 飯饌、惣菜）類と共に供することが多い。食堂などでは一人前から注文することが普通で、トゥッペギ（뚝배기）と呼ばれる小さな鍋で出てくる。もちろん複数人数で鍋を囲んでつつくこともある。

## 日本におけるキムチチゲ
日本では一般的にはキムチ鍋と呼ばれている。日本で紹介されるレシピではキムチと肉を炒めるものが少なく、最初から煮込むものが多い。また味噌を少量加えるレシピもある。